# Antal Szécsen

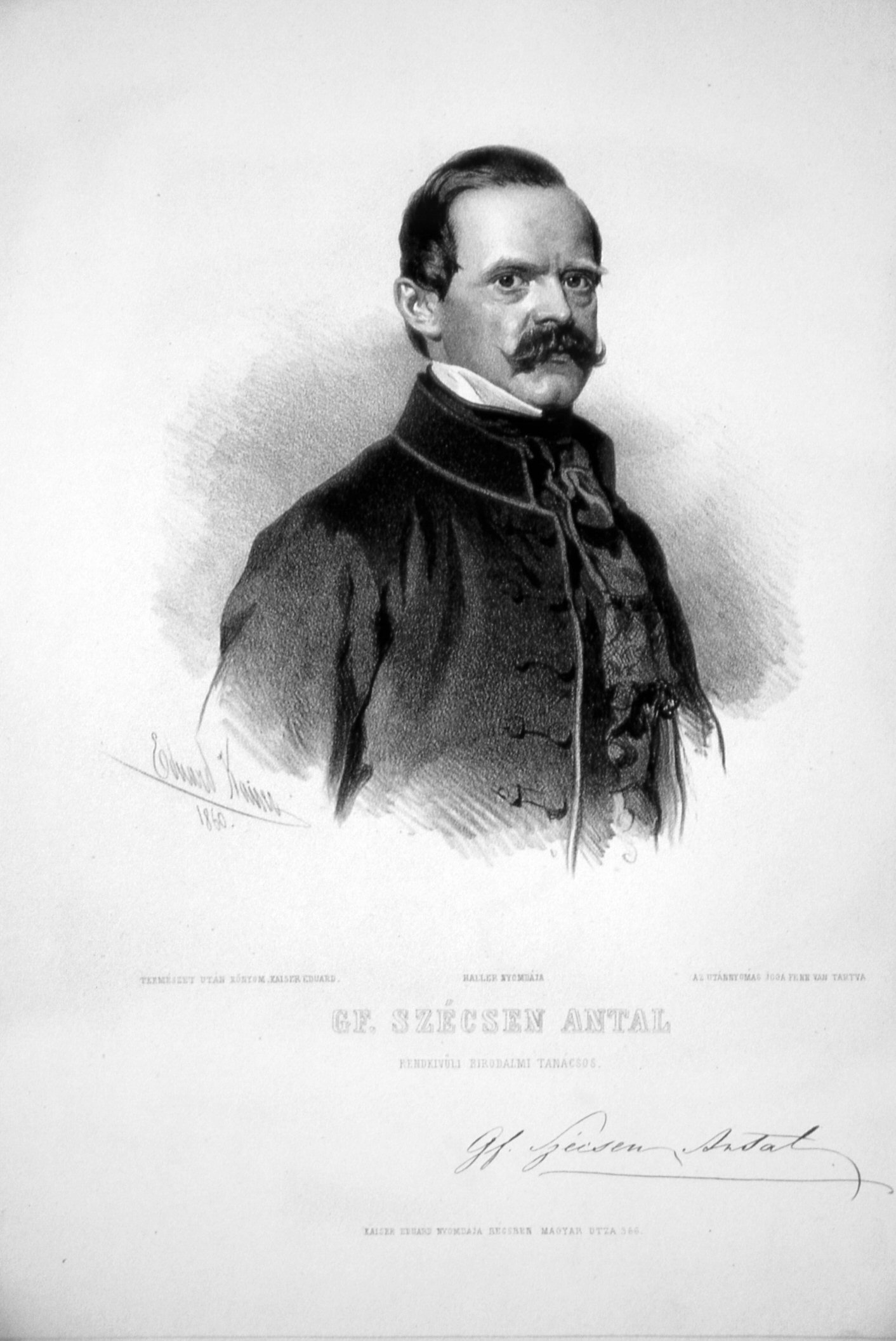
Lithographie von 1860

Antal Ferenc Károly Graf Szécsen von Temerin (* 17. Oktober 1819 in Buda, Ungarn; † 23. August 1896 in Bad Aussee, Österreich) war ein ungarisch-österreichischer Diplomat und Politiker.

## Leben
Szécsen war der Sohn von Miklós I. Graf Szécsen von Temerin und Franciska Forgách de Ghymes et Gács. Er studierte 1832 bis 1836 an der k.u. Rechtsakademie in Preßburg und bereitete sich anschließend auf den diplomatischen Dienst vor. Szécsen war Hauptredner der Konservativen der Magnatentafel des ungarischen Landtags 1843 bis 1844 und entfaltete i. d. F. eine umfangreiche publizistische Tätigkeit gegen die liberale Opposition. 1845 wurde er zum Obergespan-Administrator des Komitats Pozsega ernannt. 1846 unternahm er Reisen durch Frankreich, England und mehrere deutsche Staaten. Im November 1846 war er Präsident des Ausschusses für die Ausarbeitung des Programms der konservativen Partei. Während der Revolution von 1848 informierte Szécsen den österreichischen Kanzler Metternich laufend über die Vorgänge in Ungarn. 1849 wurde er als Botschaftsattaché nach London entsandt. 1850 heiratete er Ernestine von Lamberg (1829–1874), Tochter von Franz Philipp von Lamberg, der während der ungarischen Revolution 1848 ums Leben gekommen war.
In den folgenden Jahren verfasste er gemeinsam mit anderen konservativen Politikern mehrere Denkschriften zur Wiederherstellung der selbstständigen inneren Verwaltung und der territorialen Integrität Ungarns innerhalb des Kaisertums Österreich. 1860 wurde er Minister ohne Portefeuille im Ministerium Rechberg. Nach einem Konflikt mit Anton von Schmerling in der Frage des ungarischen Reichstags wurde er 1861 seines Amts enthoben. Als Mitglied des ungarischen Oberhauses setzte er sich ab 1865 für den Ausgleich mit Österreich ein. Szécsen war 1866 und 1868 Mitglied der Deputation, die den Ungarisch-Kroatischen Ausgleich verhandelte. 1867 und 1877 nahm er an den Verhandlungen zur Bemessung der Beitragsleistungen Ungarns zum gemeinsamen Budget Österreich-Ungarns teil. Er war 1884 bis 1896 Obersthofmarschall.

## Ehrungen
Ab 1860 Geheimer Rat, wurde er 1871 Kommandeur des St. Stephans-Ordens, 1887 erhielt er den Orden vom Goldenen Vlies. 1891 wurde er auf Lebenszeit Mitglied des ungarischen Oberhauses.

## Familie
Mit seiner Frau Ernestina von Lamberg hatte er folgende Kinder:
- Karolina Auguszta Szécsen de Temerin
- Franciska Mária Szécsen de Temerin ⚭ Karl von Lederer
- Ernesztina Jozefa Szécsen de Temerin
- Miklós Antal Ferenc Miksa Graf Szécsen de Temerin (1857–1926)
- Mária Terézia Szécsen de Temerin
- Terézia Antónia Szécsen de Temerin